# Selbstmordattentat

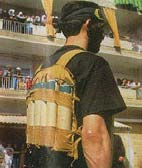
Sprengstoffgürtel, wie er von der Islamistengruppierung Haiʾat Tahrir asch-Scham getragen wird

Ein Selbstmordattentat ist ein Attentat auf Menschen oder Objekte durch einen oder mehrere Täter, die bei dem Attentat ihren eigenen Tod in Kauf nehmen oder absichtlich herbeiführen wollen.
Synonym zu ‚Attentat‘ wird ‚Anschlag‘; synonym zu ‚Selbstmord‘ auch ‚Suizid‘ genutzt.
Wenn jemand einen Anschlag mit einem Sprengstoffgürtel ausführt, ist unzweifelhaft, dass er den eigenen Tod wirklich gewollt und im Voraus einkalkuliert bzw. geplant hatte. Bei manchen Anschlägen in der Vergangenheit war dies nicht klar oder sicher.

## Geschichte
Das Opfern des eigenen Lebens für ein bestimmtes Ziel findet sich schon in der römischen Geschichtsschreibung. Teils wurde er als Möglichkeit in Kauf genommen; teils waren die Tatumstände so, dass der Tod des Täters höchstwahrscheinlich oder unausweichlich war. Der Täter beabsichtigt, im Zuge seiner Tat Menschen mit in den Tod zu reißen. Mögliche Gründe sind ideengeschichtliche Veränderungen. In größerem Maße werden Selbstmordattentate durch waffentechnische Entwicklungen ermöglicht. Sprengwaffen sind seit langem einfach herzustellen bzw. zu handhaben.
Militärstrategisch sind Selbstmordattentate und andere vergleichbare Aktionen wie asymmetrische Kriegführung ausrüstungsmäßig Unterlegener gegenüber waffentechnisch höhergerüsteten (aber andere schwache Seiten aufweisenden) Feinden von Wichtigkeit.
In ihrer modernen Form, die sich seit den 1970er Jahren, verstärkt seit 1981 entwickelte, wurden Selbstmordattentate zunehmend zum Merkmal des islamistischen Terrors. Christoph Reuter behauptete in seinem 2003 erschienenen Buch, Selbstmordattentate hätten in der islamischen Welt ihren Ursprung und die Iraner hätten den Boden dafür bereitet. Der Islamwissenschaftler Elhakam Sukhni widersprach dieser These und schrieb in einem 2011 erschienenen Buch:

„Die globale kommunistische Solidarität, sowie der gemeinsame Kampf gegen den US-Imperialismus und der damit verbundene Austausch mit koreanischen und japanischen Kontakten, trugen letztendlich dazu bei, dass die Selbstsprengungstaktiken Einzug in den Nahen Osten fanden. Deren Anwendung wurde erst später von islamischen Guerillagruppen wie der Hisbollah und der Hamas perfektioniert und von der al-Qaida zum Modus Operandi entwickelt.“

Sukhni schrieb, der erste Selbstmordanschlag im islamischen Raum sei die Selbstsprengung eines Mitglieds der „Japanischen Roten Armee“ während des Anschlags am internationalen Flughafen von Tel Aviv (der Flughafen Ben Gurion) am 30. Mai 1972 gewesen. Takeshi Okudaira beabsichtigte, aus Solidarität mit dem palästinensischen Widerstand gemeinsam mit zwei weiteren Japanern (darunter Kōzō Okamoto) israelisches Sicherheitspersonal zu töten, und sprengte sich nach einem langen Feuergefecht schließlich mit einer Handgranate selbst in die Luft. Der Anschlag wurde bekannt als Massaker am Flughafen Lod.
Selbstmordattentate sind ein Vorgehen terroristischer Gruppen. Es gibt einige Thesen, warum ihre Zahl in jüngster Zeit zugenommen hat. Einige meinen, im Zuge wirtschaftlicher und informationeller Globalisierung habe ein Widerstreit konkurrierender Ideologien zugenommen. Wirtschaftliche Disparitäten sind bekannter als zum Beispiel in den 1970er Jahren.

## Motivgrundlagen
Selbstmordattentäter folgen häufig einem vermeintlich höheren Ziel und sehen sich selbst als Widerstands- oder Glaubenskämpfer. Bei Selbstmordattentaten steht meist eine Gruppe oder Organisation im Hintergrund; es gibt aber auch Einzeltäter.
Der Schwerpunkt des Angriffs der extremen politischen und religiösen Gruppen auf militärische und politische Ziele verschob sich auf häufigere Angriffe gegen Zivilisten. Dies wird mit dem taktischen Gewinn für die Terroristen, der aus der wichtigen Rolle der öffentlichen Meinung für die Gestaltung der Politik in den angegriffenen Demokratien resultiert, erklärt.
Damit im Zusammenhang stand die Entwicklung von religiösem Fundamentalismus zu einem Konkurrenzmodell zur „freiheitlichen, demokratischen und säkularen Moderne“. Die waffentechnische Entwicklung erlaubt es zudem mehr als früher, mit relativ einfachen und von einer einzigen Person bedienbaren Waffen oder umfunktionierten zivilen Geräten (wie Flugzeugen, Tanklastern) eine vergleichsweise große Gruppe an Menschen tödlich zu treffen. Wobei der Anschlag ohne Aufsehen vorbereitet wird, aber eine große Medienpräsenz bewirkt. Das Ziel informeller Kriegsführung wird immer wichtiger. Dazu trägt im extremen Fall die wachsende Miniaturisierung und Privatisierung von Massenvernichtungswaffen mit immer verletzlicherer komplexer Umwelt bei.
Seit den 1980er Jahren sind vor allem Israel, Irak, Afghanistan und Sri Lanka Schauplatz von Selbstmordattentaten. Weltweit waren zwischen 1980 und 2001 nur drei Prozent aller Terroranschläge Selbstmordattentate; sie waren in diesem Zeitraum aber für mehr als die Hälfte der durch Terror verursachten Todesfälle verantwortlich. Die Anschläge auf das World Trade Center sind hierbei unberücksichtigt. Selbstmordattentate gelten als eine effektive Methode zur Tötung von Menschen. Die meisten Menschen starben bei den Anschlägen vom 11. September 2001; daneben gab es auch Attentate, bei denen nur der Attentäter starb.

## Akzeptanz in der muslimischen Welt
Umfragen des Meinungsforschungsinstitutes Pew in 21 muslimischen Ländern zeigten, dass die große Mehrheit der muslimischen Bevölkerung Selbstmordattentate ablehnt. Gefragt wurde, ob Selbstmordattentate gegen Zivilisten zur Verteidigung des Islam „oft oder manchmal“ gerechtfertigt seien. Die Ansichten hierzu sind von Land zu Land sehr unterschiedlich und reichen von 1 % Befürwortung in Aserbaidschan bis zu 40 % bei Palästinensern. Die größte Akzeptanz hatten Selbstmordattentate in Südasien (Pakistan: 13 %, Bangladesch: 26 %, Afghanistan: 39 %) und in Nordafrika bzw. dem mittleren Osten (Irak: 7 %, Marokko: 9 %, Tunesien: 12 %, Jordanien: 15 %, Ägypten: 29 %, Staat Palästina: 40 %).

## Klassifizierungen

### Art, wodurch der Tod des Attentäters eintritt
- Bei dem klassischen Selbstmordattentat tötet sich der Täter zeitgleich mit den Opfern. Meist erfolgt dies durch Sprengstoff, der am Körper in einem Sprengstoffgürtel oder in einem Fahrzeug deponiert ist und vom Attentäter gezündet wird. Diese Art des Selbstmordattentates wurde erst 1982 im Umfeld der späteren Hisbollah im Libanon entwickelt und verbreitete sich dann von dort aus in die Welt.
- Eine andere Form ist das Attentat, bei dem der Täter sich nach Durchführung selbst tötet.
- Der vom (vermeintlichen) Haupttäter getragene Sprengsatz wird von einem Mittäter mit einer Fernsteuerung oder Zeitzünder zur Explosion gebracht. Beispielsweise erfolgt diese Art bei den schwarzen Witwen. Das Attentat kann mit oder ohne Wissen des Sprengstoffträgers erfolgen, dem so teilweise eine Opferrolle zukommen kann.

### Zweck des Selbstmordattentats
- Es soll eine sehr starke Wirkung in der öffentlichen Meinung erreicht werden.
- Der Attentäter will den Märtyrerstatus im Rahmen seiner Religion erhalten, um etwa ein „Leben im Paradies“ zu erreichen.
- Der hohe logistische Aufwand, das Leben des Täters während des Attentats und danach zu schützen, entfällt.
- Durch die Eigentötung des Attentäters sollen die Hintermänner geschützt werden, da keine aussagefähigen Gefangenen gemacht werden können. Gegenmaßnahmen sind daher meist auf Festnahmen bei misslungenen Selbstmordattentaten beschränkt.
- Der Gegner soll durch das Demonstrieren äußerster Entschlossenheit verunsichert werden.
- Dem Gegner soll seine Machtlosigkeit gegen derartige Attentate vor Augen geführt werden.

## Frühe Beispiele
Im Alten Testament im Buch der Richter, Kapitel 16, wird der Selbstmord von Samson beschrieben, bei dem über 3000 Männer und Frauen starben. Dies wurde vom Schriftsteller David Grossman in seinem 2005 erschienenen Buch Löwenhonig. Der Mythos von Samson als mythischer Prototyp eines Selbstmordattentats gedeutet.
Frühe Selbstmordattentate gab es in der Antike bei den christlichen Circumcellionen in Nordafrika und im Mittelalter bei den muslimischen Assassinen im vorderen Orient.
1927 verübte ein überschuldeter Farmer das Schulmassaker von Bath: er ließ eine Bombe in einer Schule detonieren und sprengte kurz danach sein mit Metallteilen gefülltes Auto in die Luft, wodurch er und zwei weitere Menschen starben.
Am 21. März 1943 versuchte der Wehrmachtsoffizier Rudolf-Christoph von Gersdorff, Adolf Hitler durch ein Selbstmordattentat zu töten. Hitler eröffnete anlässlich des Heldengedenktages eine Ausstellung sowjetischer Beutewaffen im Zeughaus Berlin. Von Gersdorff war abkommandiert, als Experte die Ausstellung zu erläutern. Er wollte Hitler und die anwesende Führungsspitze (Göring, Himmler, Keitel und Dönitz) mit zwei Clam-Haftminen, die er in den Manteltaschen trug, in die Luft sprengen. Nachdem von Gersdorff den Zeitzünder aktiviert hatte, lief Hitler durch die Ausstellung, ohne vor Ausstellungsstücken innezuhalten, und verließ das Gebäude unerwartet frühzeitig. Von Gersdorff entschärfte die 10-Minuten-Zeitzünder deshalb auf einer Toilette des Zeughauses.
Während des Indochinakrieges sprengte sich am 31. Juli 1951 ein vietnamesischer Attentäter mit einer Granate neben dem französischen General Charles Chanson und dem profranzösischen Gouverneur Thái Lập Thành in die Luft und tötete dadurch beide. Dies gilt als das erste moderne Sprengstoff-basierte Selbstmordattentat in einem Kriegsgebiet.
Am 15. Dezember 1981 steuerte ein Attentäter ein mit Sprengstoff beladenes Fahrzeug zur Botschaft des Irak im Libanon; mehr als 60 Menschen starben.
Einige Wissenschaftler argumentieren, die Anschläge würden im linksextremistischen Umfeld der 1960er und 1970er Jahre wurzeln. Möglicherweise war das Massaker am Flughafen Lod bei Tel Aviv (am 30. Mai 1972), verübt von drei Männern der „Japanischen Roten Armee“, der erste Suizidanschlag der jüngsten Geschichte.
Der Anschlag vom 15. Dezember 1981 blieb nicht der einzige Selbstmordanschlag auf eine Botschaft. Zum Beispiel wurde die US-Botschaft in Beirut im April 1983 schwer beschädigt; die neue US-Botschaft wurde im September 1984 von einem Attentäter in einem sprengstoffbeladenen Lieferwagen angegriffen.

## Neuzeitliche Beispiele
1983 erreichten Selbstmordattentate eine bis dahin unbekannte Dimension: in diesem Jahr fanden fünf große Anschläge (drei davon in Beirut) statt, bei denen 503 Menschen starben. Am 18. April 1983 starben beim Angriff auf die US-Botschaft in Beirut 80 Menschen (142 Verletzte), am 23. Oktober 1983 starben bei zwei Anschlägen in Beirut 331 Menschen (96 Verletzte), am 4. November starben in Tyros (Libanon) beim Angriff auf ein von der israelischen Armee genutztes, Gebäude 88 Menschen (69 Verletzte) und am 12. Dezember 1983 in der US-Botschaft in Kuwait 4 Menschen (15 Verletzte).
1988 schrieb Strentz, der typische palästinensische Terrorist sei zwischen 17 und 23 Jahren alt, komme aus einer großen und verarmten Familie und habe eine geringe Bildung. Eine verbreitete Vorstellung war, viele Selbstmordattentäter würden aus Verzweiflung über ihre armen Verhältnisse handeln und/oder deshalb, weil sie zu einer ausgegrenzten Schicht der Bevölkerung zählten. Tatsächlich waren sie überwiegend jung und unverheiratet; daneben gab es aber auch verheiratete und ältere sowie Täterinnen. Nach den Terroranschlägen am 11. September 2001 auf das World Trade Center und andere Ziele wurde bekannt, dass einige der Attentäter aus dem Mittelstand oder aus einer reichen Familie kamen. Sie hatten eine überdurchschnittlich gute Ausbildung (teils Universitätsabschlüsse) und zeigten keine Anzeichen einer Psychopathologie. Zum Beispiel stammte Mohammed Atta aus einer Mittelstandsfamilie und Ziad Jarrah aus einer reichen Familie.
Selbstmordattentäter sind nicht ausschließlich Männer.
Laut einem Bericht der US-Armee von 2011 waren Selbstmordattentäterinnen für 65 % der erfolgreichen Attentate verantwortlich, obwohl nur 15 % der Attentäter Frauen waren. 20 % der Frauen, die einen Selbstmordanschlag ausführten, taten dies mit der Absicht, eine bestimmte Person zu töten – im Vergleich zu nur 4 % der männlichen Attentäter. Laut dem Bericht ist ein Motiv von Attentäterinnen Rache an jenen, denen sie eine Verantwortung für einen persönlichen Verlust zuschrieben.
Eine von zahlreichen Thesen lautete, Selbstmordattentäterinnen würden ihre Frustration über ihre untergeordnete Rolle in der Gesellschaft mit einer Demonstration ihrer Stärke und Macht ausleben.

### Palästinenser
Am 11. April 1974 nahmen drei PFLP-GC-Männer in der israelischen Kleinstadt Kirjat Schmona Geiseln; 21 Menschen starben. 1974 und 1975 verübten Mitglieder von PFLP-GC und DFLP fünf weitere Anschläge.
Ab 1993 wurden Selbstmordattentate von der Hamas durchgeführt. Bald folgten andere Gruppierungen wie Islamischer Dschihad und der Al-Aqsa-Brigaden der Al-Fatah. Bei etwa 140 Anschlägen  wurden die Attentäter und weitere 500 Menschen getötet und über 3000 Personen verletzt.
Legt man einen Zeitraum von November 2000 bis November 2003 zugrunde, in dem 103 Anschläge stattfanden, so wurden im Durchschnitt bei einem Selbstmordattentat 4,3 Menschen getötet und 29,9 Menschen verletzt. Die Effektivität dieser Anschläge war dabei sehr variabel. In diesem Zeitraum waren nur 15 Attentate für 3500 Opfer verantwortlich, 22 töteten nur den Attentäter. Laut Statistiken der Tzahal wurde in den letzten vier Monaten des Jahres 2000 kein einziger Anschlag verhindert, 2001 waren es 21, 2002 schon 112 und in den ersten elf Monaten des Jahres 2003 waren es 179 verhinderte Anschläge. Eine Kooperation von zwei Attentätern, die gleichzeitig oder zeitversetzt (etwa um ärztliche Helfer zu töten), ein Ziel angriffen, führte nicht zu einer doppelten Anzahl von Opfern, sondern nur der Hälfte mehr. In dem erwähnten Zeitraum betrug das Durchschnittsalter der Attentäter 21,7 Jahre, der jüngste war 16, der Älteste 48 Jahre alt. Die meisten Attentäter waren zwischen 17 und 26 Jahre alt. 7 von 112 Attentätern waren Frauen, 92 waren Männer, und von 4 wurde kein Geschlecht bekannt. Frauen konnten fast doppelt so viele Menschen ermorden wie Männer. 87 von 103 Anschlägen wurden mit Sprengstoffgürteln oder ähnlichen Instrumenten durchgeführt, in 14 Fällen wurde ein Auto verwendet. Auto-Bomber töteten durchschnittlich 10,2 Opfer. Die Mehrheit der Anschläge (76 von 103) wurde gegen die leichter verwundbaren rein zivilen Ziele geführt, 10 Fälle hatten eindeutig Soldaten zum Ziel. Die meisten Opfer pro Anschlag wurden in Cafés oder Restaurants erzielt (im Durchschnitt 68,3), auf der Straße ausgeführte Anschläge verursachten durchschnittlich 31,2 Tote. Wenn der Selbstmordattentäter bei einem Checkpoint gestoppt wurde, kam es im Durchschnitt nur zu 1,2 Toten.
94 von 103 Anschlägen fallen auf das Konto von Hamas, der der Fatah nahestehenden Al-Aqsa-Brigaden und des Palästinensischen Islamischen Jihad, 2 wurden von der Fatah selbst ausgeführt und 1 jeweils von PFLP und Fatah Tanzim. Die Hamas-Attentäter waren dabei in der durchschnittlichen Anzahl der Opfer erfolgreicher als die anderer Gruppen. Das liegt laut Untersuchungen sowohl an der technologischen und organisatorischen Überlegenheit der Hamas als auch an ihrer Auswahl der individuellen Attentäter. Der relative Erfolg der Hamas liegt, so vermuten Eli Berman und David Latin, in ihrer Positionierung am radikalen Ende des politischen Spektrums begründet. So konnte sie überzeugtere und qualifiziertere Freiwillige gewinnen. Bei allen Gruppen konnte die im Laufe der Zeit gewonnene Erfahrung nicht in einer höheren Anzahl von Opfern pro Anschlag resultieren, wohl weil die israelische Seite in der Opferminimierung noch erfolgreicher war.
Ariel Merari von der Universität Tel Aviv hat Selbstmordattentate im Falle Israels empirisch untersucht. Er stützte sich dabei auf Medienberichte, Interviews mit gefangengenommenen erfolglosen Tätern, Interviews mit den Hintermännern und Befragungen der Familien der Mörder.
In seiner 2004 veröffentlichten Studie definierte er Selbstmordattentate als „beabsichtigte Selbsttötung mit dem Zweck, andere zu töten, im Dienste eines politischen oder ideologischen Zieles.“ Selbstmordattentate seien von einer hoch riskanten Mission zu unterscheiden und von missglückten Bombentransporten oder dem Selbstmord mit politischer Aussage. Er untersuchte mehrere populäre Begründungsmuster wie religiösen Fanatismus, Armut, Ignoranz, Rache für persönliches Leid, Gehirnwäsche, sowie psychopathologische Ursachen.
In dem untersuchten Zeitraum von April 1993 bis Mai 2004 waren zumeist – in 89 % der Fälle – zivile Ziele betroffen (Kaufhäuser, Busse, Restaurants), in 11 % der Fälle wurden israelische Soldaten angegriffen. Dort, wo der Täter zweifelsfrei ermittelt werden konnte, war es die Hamas (80 Anschläge), der PIJ (44 Fälle), die Fatah (36 Angriffe) und die PFLP (9 Fälle). In 13 Fällen kooperierten mehrere Terrororganisationen. Die Täter waren durchschnittlich 21 Jahre alt; der jüngste war 16 Jahre und der älteste 53 Jahre. Mehr als 90 % waren unverheiratet und nicht verlobt. 95 % der palästinensischen Täter waren männlich. Die Täter kamen aus allen gesellschaftlichen Schichten, weshalb Merari Armut als Ursache ausschloss. 77 % der Täter hatten ein Gymnasium besucht und 20 % die Universität, teilweise mit einem vollen Abschluss (12 % der palästinensischen Durchschnittsbevölkerung besuchten eine Universität). Der Anteil derer, die aus Flüchtlingslagern stammen, war überproportional hoch. Vor Beginn der Intifada kamen 56 % der Attentäter aus Flüchtlingslagern, während der Intifada 40 %. 21 % der palästinensischen Bevölkerung leben in diesen Lagern. Nach Merari ist religiöser Fanatismus weder ein notwendiger noch ein hinreichender Faktor zur Erklärung der Anschläge. Neben der Tatsache, dass einige der Gruppen säkular sind, gaben die Mitglieder von Hamas und Islamischen Dschihad nicht die Religion als Hauptgrund an. Im Gegenteil: viele sehr religiöse Palästinenser lehnen die Taten ab. Auch persönliche Rache schloss Merari als Hauptgrund aus, denn 93 % der (potentiellen) Täter hätten keine Zeit in Gefängnissen verbracht; 87 % seien nicht in Zusammenstößen mit der Tzahal verletzt worden. 93 % hätten keinen Verwandten ersten Grades durch Einsätze der Tzahal verloren und 80 % verloren keinen guten Freund. Selbstmordattentäter seien nicht geisteskrank und zeigten keine üblichen Risikofaktoren für Selbstmordkandidaten, allenfalls die Hälfte zeige suizidale Symptome. Eine Ausnahme hiervon war der behinderte palästinensische Knabe Jamas, der sich, erst 10 Jahre alt, bei einem israelischen Checkpoint töten sollte. Er wurde von der israelischen Armee aus seiner Situation befreit.
Aus all dem schloss Merari, der typische Attentäter sei ein Phänomen sui generis und passe nicht in verbreitete psychologische und soziale Erklärungsmuster für Selbstmorde. Andererseits hätten Selbstmordattentäter meist eine schwach ausgeprägte Personalität mit geringem Selbstwertgefühl und seien oft sozial ausgegrenzt. Ihr Denken sei dabei gleichzeitig starr und konkret. Nach ihrer Motivation befragt, gaben sie an, die Gründe seien nationale Erniedrigung, ‚Gottes Willen zu tun‘, persönliche Rache, sowie Hoffnung auf das Paradies.
Merari kam zu dem Schluss, die Attentate seien ein Gruppen-, kein Individualphänomen. Gruppen, nicht Individuen, planen sie. In den extremistischen Gruppen erführen die Attentäter ein Gemeinschaftsgefühl und Führung durch charismatische Führer. Dabei sei neben der Indoktrination durch die Gruppe und dem aufgebauten Gruppengefühl und Gruppenzwang auch die allgemeine öffentliche Atmosphäre von Bedeutung, besonders, wie sie sich in den Medien oder dem Erziehungssystem äußert. Durch sie würden die generelle Anzahl der Freiwilligen und auch Zeitpunkt und Zahl der Attentate beeinflusst. Oft seien Hintergründe nur missionsspezifisch zu erklären.
Die Attentäter waren zu gleichen Teilen Freiwillige und Individuen, die durch die Gruppe angesprochen wurden. Die Einigung fiel normalerweise innerhalb einer Woche, in der Hälfte der Fälle sogar sofort. In einem Drittel der Fälle vergingen weniger als 10 Tage von der Einigung bis zur Ausführung der Tat. In 60 % der Fälle wurde die Tat innerhalb des ersten Monats durchgeführt.
Nachdem die Attentäter persönliche Dinge hinter sich gebracht hatten (z. B. Geschenke und Fotos) wurden Bekennervideos produziert – meist einen Tag vor dem Anschlag. Vor der Ausführung waren die Täter zumeist bereits in einem Tunnel; einige zögerten allerdings, wobei sich dieser Drang mit der Nähe zu Ziel verstärkte. Auf ihrem Weg dienten Eskorten, Instruktionen oder Mobiltelefone zu ihrer mentalen Begleitung. Notwendig dafür, dass die Tat noch abgebrochen wurde, war eine Rechtfertigung oder Ausrede.

### Hisbollah
Die schiitische Hisbollah war es, die – von der Islamischen Republik Iran massiv unterstützt – ab 1983 die Autobombe als weiteres Instrument des Selbstmordattentats einführte. Die meisten Selbstmordanschläge in den achtziger Jahren gegen die israelischen Besatzer im Libanon wurden jedoch von Mitgliedern pro-syrischer säkularer Organisationen verübt.
Sie waren die ersten, die die als Märtyrer bezeichneten Selbstmordattentäter unmittelbar vor ihrem Einsatz auf Video verewigten und das Band nach dem Anschlag dem Fernsehen zuspielten. Hierbei bauten sie auf der Erfahrung der palästinensischen linksmarxistischen Terrororganisation Volksfront-für-die-Befreiung-Palästinas-Generalkommando auf, denen in der Folge des Japanische-Rote-Armee-Anschlags von 1972 erste systematische Selbstmordattentate zugeschrieben werden und deren Selbstmordterroristen bereits ihre Suizidmissionen in einem Film dokumentiert hatten.
Die Hisbollah hat Selbstmordattentate nur sehr gezielt und sparsam eingesetzt, verstand es aber mit spektakulären Videos weltweit auf sich aufmerksam zu machen. Ihr System zur Versorgung der Angehörigen der Selbstmordattentäter, die einen hohen sozialen Status genießen, hatte ebenfalls Vorläufer im Kampf- und Propagandasystem der palästinensischen Fedayin. Die Selbstmordattentate der Hisbollah führten zwar zum Rückzug der US-Amerikaner und Franzosen aus dem Libanon während des libanesischen Bürgerkriegs, waren jedoch keineswegs die direkte Ursache für den späteren Rückzug Israels aus dem Südlibanon.
Krueger und Maleckova untersuchten 2002 den wirtschaftlichen und den Bildungsstatus von Hisbollahkämpfern, die zwischen 1982 und 1994 im Kampf mit Israel ums Leben kamen. Daraus lassen sich wohl Rückschlüsse auf den Status ihrer Selbstmordattentäter ziehen. Es zeigte sich, dass sie etwas weniger Arme unter ihnen fanden, als in der Gesamtbevölkerung (28 % im Vergleich zu 33 %), dass sie aber signifikant häufiger eine sekundäre Schulausbildung genossen als die durchschnittliche Gesamtbevölkerung (33 % gegenüber 23 %).

### Tamil Tigers auf Sri Lanka
Die Liberation Tigers of Tamil Eelam (LTTE, auch Tamil Tigers) auf Sri Lanka verübten ab 1987 Selbstmordattentate, wobei das erste eine recht genaue Kopie des Anschlags auf das US-Hauptquartier in Beirut 1983 war. 1991 töteten die Tamil Tigers den indischen Premierminister Rajiv Gandhi durch ein Selbstmordattentat. Der sri-lankische Oppositionsführer Gamini Disanyake wurde am 24. Oktober 1994 bei einer Wahlveranstaltung von einer Selbstmordattentäterin getötet.
Chandrika Bandaranaike Kumaratunga, von 1994 bis 2005 Präsidentin Sri Lankas, überlebte im Dezember 1999 ein Selbstmordattentat.

### Kaschmir
In Kaschmir wurden 1989 die ersten Selbstmordattentate begangen, ohne sich jedoch stark auszubreiten.

### Tschetschenien
In Tschetschenien oder von Tschetschenen in Russland wurden Selbstmordattentate etwa seit dem Jahre 2000 begangen.

### Irak

US-Soldaten der 978. Militärpolizei-Kompanie helfen irakischen Feuerwehrleuten und Polizisten nach einem Selbstmordattentat in Baqubah im Irak

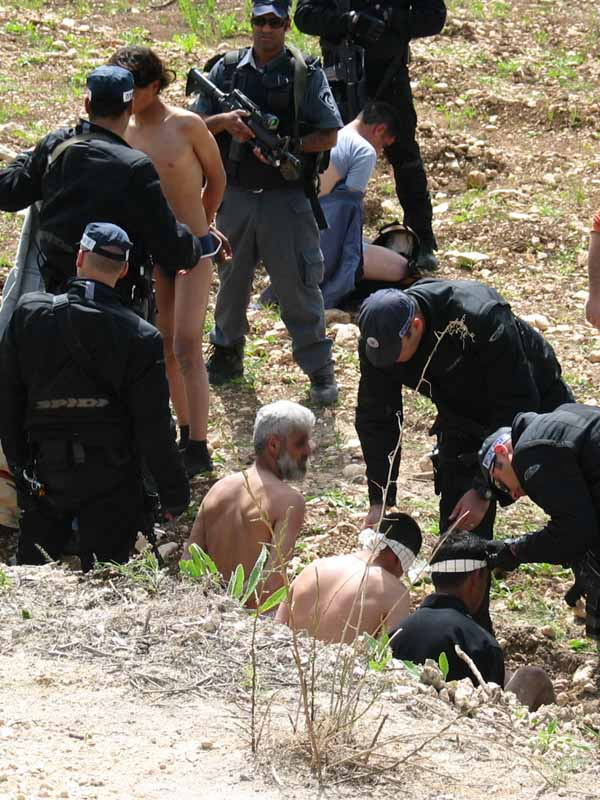
Die israelische Polizei überprüft zehn Palästinenser, unter ihnen ein Selbstmordattentäter mit einer 5-Kilo-Bombe, nachdem sie sich mit ihnen eine Verfolgungsjagd auf der Autobahnstrecke Jerusalem – Tel Aviv geliefert hat. Die Polizei ist zuvor durch eine Geheimdienstnachricht vor einem bevorstehenden Angriff in der Gegend von Jerusalem gewarnt worden.

Seit dem Einmarsch der USA in den Irak 2003 gab es im Irak zahlreiche Selbstmordattentate. 

### PKK
Im Juni 1996, als die Türkei die PKK stark bekämpft hatte, begannen Aktivisten oder Anhänger der PKK Selbsttötungsanschläge. Sie verübten bis zum 5. Juli 1999 insgesamt 15 Selbsttötungsanschläge im Kampf gegen die türkische Staatsmacht. Im Februar 1999 wurde PKK-Führer Abdullah Öcalan festgenommen. Er appellierte an seine Anhänger, sich auf defensive Aktionen zu beschränken; 2002 wurde das Todesurteil gegen ihn in eine lebenslange Freiheitsstrafe umgewandelt.

### Syrien
Im Verlauf des Bürgerkrieges in Syrien wurden zahlreiche Selbstmordattentate durch islamistische Gruppierungen durchgeführt. Neben militärischen Zielen konzentrierten sie sich auf Einrichtungen und Repräsentanten des Regimes, aber auch auf zivile Ziele.
Eine dieser Gruppierungen, die die Verwendung von Selbstmordattentätern als verbreitete Methode öffentlich eingestand, ist die al-Nusra-Front. Die von den USA als Terrororganisation eingestufte Gruppe beschränkt sich nach eigenen Angaben bei diesen Angriffen auf militärische Ziele. Unter den Anschlägen, zu denen sich die Organisation nachträglich bekannte, gehört unter anderem die Tötung von zwei hochrangigen Offiziellen des Assad-Regimes im Juli 2012, aber auch der Angriff auf eine Textilfabrik des Regimes im Februar 2013, dem, nach Angaben von Menschenrechtsaktivisten, 60 zivile Arbeiter zum Opfer fielen.
Für Terroranschläge durch Selbstmordattentäter, die in erster Linie zivile Opfer forderten, übernahm dagegen oft niemand die Verantwortung. So beim Anschlag auf eine Einkaufsmeile in Damaskus im April 2013 mit 15 Toten und 58 Verletzten oder beim Anschlag auf einen Gottesdienst in einer schiitischen Moschee in Damaskus, bei dem ein Selbstmordattentäter im März 2013 42 Gläubige tötete und 84 weitere verletzte.

### Islamischer Staat
Selbstmordattentate wurden häufig von Anhängern der Terrororganisation IS ausgeführt, die sich erst später im Bürgerkrieg gebildet hatte und neben Teilen Syriens auch Teile des Nordirak beherrschte. Der Einsatz solcher Angreifer gehörte zur Standardtaktik der Gruppe und kam in verschiedenen Zusammensetzungen zur Anwendung. So wurden neben einzelnen männlichen Attentätern zu Fuß oder mit Fahrzeugen auch Halbwüchsige und Frauen eingesetzt. Gegen gut gesicherte militärische Ziele war der koordinierte Angriff in zeitlich gestaffelten Wellen von Selbstmordattentätern und regulären Kämpfern eine übliche Taktik. Gestützt auf die Eroberungen seit 2014 hatten die Kämpfer zahlreiche Panzerfahrzeuge erbeutet, oder hatten in eigenen Werkstätten Geländewagen mit Panzerplatten verstärkt, um sie in den Abwehrschlachten von 2016 und 2017 um das irakische Mossul und das syrische ar-Raqqa als große Autobomben, von den Amerikanern SVBIEDS (Suicide-Vehicle-Borne-Improvised Explosive Devices) genannt, einzusetzen. Dabei half der Panzerschutz dem Attentäter das Abwehrfeuer aus Gewehren und Maschinengewehren länger zu überstehen und sein Fahrzeug in einer Gruppe von Feinden zur Explosion zu bringen. Ein Beispiel für zahlreiche Angriffe mit Selbstmordattentätern des IS zur Eroberung militärischer Ziele war etwa der Angriff auf Jalawla an der Grenze zwischen Irak und Iran am 11. August 2014, eröffnet mit einem Überraschungsangriff mit zwei Autobomben in Lastwagen, gefolgt von zwölf Selbstmordattentätern zu Fuß, die die Kontrollpunkte zerstörten, dicht gefolgt vom Bodenangriff, mit dem der Ort schließlich erobert wurde.

## Ursachen und Erklärungsversuche
Allgemein nimmt man an, dass ein Selbstmordattentäter irrational handelt, dass ihn bestimmte religiöse, politische oder soziale Faktoren außerhalb gängiger Rationalität stellen, wo der gesunde Menschenverstand des Selbsterhaltungstriebes seine Wirkungskraft verloren hat. Neben der widerlegten Vorstellung, die ausweglose Lage der Täter sei die Ursache für diesen finalen Schritt, gilt vor allem fanatisierte Religiosität als Ursache für Selbstmordattentate.

### Religiöser Fanatismus
Besonders der Wahhabismus, welcher als eine sehr fundamentale Strömung im Islam gilt, wurde in dieser Hinsicht als Verursacher genannt.
Das amerikanische Verteidigungsministerium stellte in einer Studie über Selbstmordattentäter fest:

„Seine Handlungen eröffnen ihm ein Szenario, in dem er selbst, seine Familie, sein Glaube und sein Gott nur gewinnen können. Der Bomber sichert sich die Errettung und die Freuden des Paradieses. Er verteidigt seinen Glauben und kann sich, erinnert als tapferer Krieger, in eine lange Reihe von Märtyrern einreihen. Und endlich, durch die Art seines Todes, wird ihm garantiert, dass er Allahs Wohlgefallen besitzt. Vor dem Hintergrund dieser Überlegungen wird das selbstlose Opfer des einzelnen Muslims, das er zur Zerstörung der Feinde des Islam bringt, eine geeignete, realisierbare und willkommene Handlungsoption.“

Der Bericht der Counterintelligence Field Activity (CIFA) zitiert eine Reihe von Quellen aus dem Koran, die sich auf den Dschihad (Heiliger Krieg), Märtyrertum, oder das Paradies beziehen, in dem für den Märtyrer wunderschöne Herrenhäuser und Jungfrauen zu erwarten sind. Man weiß, dass vor Anschlägen von den Terroristen üblicherweise solche Passagen aus dem Koran rezitiert werden.
Dass Selbstmordattentate ihre Wurzel nicht per se in der muslimischen Religion haben, wird unterstützt von der Tatsache, dass es auch in nicht-muslimischen Gesellschaften Suizidattentäter gibt, wie bei den Tamil Tigers in Sri Lanka.
Nach der Hauptströmung des Islams ist ein Selbstmordattentat ausdrücklich verboten. Hiernach gilt nicht nur die Tötung unbeteiligter Menschen als eine schwere Sünde, sondern auch der Selbstmord an sich. Der Dschihad (Heiliger Krieg) wird nur für den Fall eines feindlichen Angriffs befürwortet. Ein solcher Dschihad ist an feste Regeln gebunden. Insbesondere sind Zivilisten, Kinder und Alte im Kampf zu verschonen. Selbst ein möglicher Einsatz von chemischen Waffen (wie vergifteten Pfeilen) und ballistischen Geschossen (Katapulten) ist geregelt.
Mehr als ein Jahrtausend wurden diese Grundsätze sowohl von Sunniten als auch Schiiten akzeptiert und eingehalten. Zu Beginn der 1980er Jahre haben jedoch militante Islamisten im Kampf gegen die sowjetische Besatzung Afghanistans diese traditionellen Regelungen durch eine eigenwillige Interpretation des Korans aufgeweicht, um so den Selbstmordattentaten eine religiöse Legitimation zu verleihen. Unterstützung fand diese Interpretation durch einige religiöse Gelehrte in der islamischen Welt.

### Das Selbstmordattentat als Reaktion auf Besetzung
Abweichend von dieser Theorie gibt es Forscher, die die herausragende Rolle der Religion auf muslimische Selbstmordattentäter zu relativieren suchen. Robert A. Pape von der University of Chicago geht davon aus, dass sich hinter der religiösen Rhetorik recht profane Zwecke verbergen. Er sieht Selbstmordattentate weniger als Produkt des islamischen Fundamentalismus, sondern vielmehr als eine Reaktion auf fremde Besatzung. „Obwohl sie von Amerikanern als Ungläubigen spricht, ist al-Qaida weniger mit unserer Konversion befasst, als damit uns aus arabischen und muslimischen Ländern zu entfernen.“
An dieser Theorie wird wiederum kritisiert, dass sie zum einen nicht begründen kann, warum im Irak nicht vornehmlich amerikanische Soldaten, sondern Zivilisten verschiedener islamischer Konfessionen zum Opfer von Terroranschlägen werden, zum anderen, dass es viele Besatzungssituationen gibt, in welchen Selbstmordattentate nicht als Taktik angewandt werden. So gebe es beispielsweise keine Selbstmordterrorismus tibetischer Buddhisten. Auch die japanischen Kamikaze entstanden nicht als Reaktion auf Besatzung. In seiner Studie definierte Pape den Begriff der Besetzung zudem sehr weit: „Auch die Präsenz amerikanischer Truppen in Saudi-Arabien in den 1990er Jahren fiel in seiner Darstellung in diese Kategorie.“

### Individuelle Täterpsychologie und gruppendynamische Prozesse
Einige Ansätze zielen auf die individuelle Täterpsychologie, auf Familiendynamiken, für die eine häufige Opfer-Täter-Dynamik spricht, auf Gruppendruck und organisationelle Dynamiken oder eine Kombination aller vorstehend genannter Faktoren. Die individuelle Motivation ein Selbstmordattentat auszuführen hängt, nach dieser Theorie, von organisationellen Praktiken der Rekrutierung und von ideologischen Anreizen ab. Die Fähigkeit der Organisationen wiederum, Selbstmordattentate auszuführen, hängt von den strukturellen Möglichkeiten ab, zu denen nicht nur ein schwacher Staat, sondern eine größere gesellschaftliche Akzeptanz für suizidalen Terror gehöre. Zu dieser Akzeptanz komme es, wenn kulturelle Normen und historische Narratologien Märtyrertum begünstigen, wenn legitime Autoritäten extreme Gewalt fördern und wenn sich Gemeinschaften in einem politischen Konflikt bedroht fühlen.
In einer Vergleichsstudie zur Einstellung der libanesischen und der palästinensischen Gesellschaft zu Selbstmordattentaten stellte Simon Haddad (Notre-Dame-Universität Beirut) fest, dass in beiden Gesellschaften Frauen Selbstmordattentate eher unterstützten als Männer. Im Libanon stellte er eine Korrelation zum geringen Einkommen der befragten Bevölkerung fest; bei den Palästinensern gab es eine Korrelation mit dem Wohnort in einem Flüchtlingslager. Wichtigster einzelner prognostischer Indikator für die positive Einstellung zu Selbstmordattentaten war die Zustimmung zum politischen Islam (Islamismus). Dies galt für die Palästinenser noch mehr als für Libanesen. Eine Umfrage des 'Palestinian Center for Policy and Survey Research' (PCPSR) von 2001 ergab, dass die Unterstützung von Terroraktionen gegen israelische Zivilisten unter Berufstätigen mit qualifizierter Ausbildung höher war als unter geringqualifizierten Arbeitern (43,3 % im Vergleich zu 34,6 %); des Weiteren war sie weiter verbreitet unter den Palästinensern mit höherer Schulbildung als unter Analphabeten (39,4 bzw. 32,3 %).
Dawud Gholamasad Forschungen zum Thema der Motivation aus der Prozesssoziologie haben einen ganzheitlichen Ansatz als Bezugsrahmen. Er führt Selbstmordattentate auf den Kampf um einen (kollektiven) Selbstwert zurück, der sich nicht aus einer individualistischen Perspektive erklären lässt und auch nicht auf religiöse Motive reduziert werden kann.
Der Journalist und Kriegsberichterstatter Christoph Reuter interpretierte 2002 die internationale Ausbreitung, Inszenierung und politische Wirkung von Selbstmordattentaten von 1983 (Libanon) bis 2001 als einen sich auf gesellschaftlicher Ebene vollziehenden Werther-Effekt.

### Das Selbstmordattentat als regressives Menschenopfer
In einem weiteren Schritt sieht Takeda im terroristischen Selbstmordattentat ein in modernem Gewand wiedergekehrtes Menschenopfer. Die Rede von „Selbstmordattentat“ in Nachrichten und Alltagssprache kann leicht in die Irre führen, da der Ausdruck das Augenmerk des Sprechers von der menschenverachtenden Praxis ab- und dem schreckenerregenden Subjekt zuwendet. Dadurch werden in erster Linie der Selbstmord und das Attentat, d. h. in beiden Fällen das Töten von Menschen, verurteilt, weniger aber das, was in größerem Zusammenhang vonstattengeht, nämlich das Opfern von Menschen zu terroristischen Zwecken. Um das Phänomen von der praxisbezogenen Seite her angemessen zu erfassen, plädiert Takeda dafür, anstatt von „Selbstmordattentat“ von „Opferattentat“ zu sprechen.

### Psychodynamische Erwägungen
Im Mai 2017 legte der Psychoanalytiker Klaus Grabska, seit 2017 zugleich Vorsitzender der Deutschen Psychoanalytischen Gesellschaft (DPG), eine Veröffentlichung vor, in der er sich am Beispiel von Anders Breivik mit Täterpersönlichkeiten befasste. Die terroristischen Handlungen könnten, so Grabska, einerseits als „narzisstisch-destruktive Externalisierung einer ursprünglich gegen das liebesbedürftige Selbst gerichteten Vernichtungsdrohung und als maligner Selbstrettungsversuch“ verstanden werden, andererseits aber, um es nicht bei einer Psychopathologisierung des Phänomens zu belassen, wird „das terroristische Subjekt als ein personifiziertes gesellschaftliches Symptom von Entmenschlichung“ beschrieben. Zwei Jahre zuvor hatte die Kulturwissenschaftlerin Katharina Schipkowski Grabska zu einem Interview für die taz eingeladen und sprach mit ihm über die Psyche von Selbstmordattentätern. In diesem Gespräch betonte Grabska, dass bei einem solchen Geschehen stets eine persönliche, eine politische und eine kulturelle Dimension der Destruktivität zusammenwirken und überdies die Globalisierung eine Rolle spiele. Auf der individuellen Ebene werde spürbar, „dass hinter dieser Pervertierung des Destruktiven“ letztlich „eine ganz tiefe Verzweiflung“ stehe.